# Myioborus pariae
Mariquita-de-paria ou mariquita-de-pária (Myioborus pariae) é uma espécie de ave da família Parulidae.
É endémica da Venezuela.
Os seus habitats naturais são: regiões subtropicais ou tropicais húmidas de alta altitude e plantações.
Está ameaçada por perda de habitat.